# Hrabstwo Kendall (Illinois)

Piramida wieku hrabstwa

Hrabstwo Kendall – hrabstwo w USA, w stanie Illinois. Według spisu z 2000 roku liczba ludności wynosiła 54 544. W spisie przeprowadzonym w 2006 stwierdzono populację 88 158, co stawia hrabstwo na pierwszym miejscu wśród wszystkich hrabstw w Stanach Zjednoczonych pod względem wzrostu ludności po 2000 roku. Siedzibą hrabstwa jest Yorkville. Hrabstwo jest częścią aglomeracji Chicago

## Geografia
Według spisu hrabstwo zajmuje powierzchnię 836 km², z czego 1830 km² stanowią lądy, a 6 km² (0,65%) stanowią wody.
Hrabstwo Kendall jest małym, lecz szybko rozwijającym się hrabstwem którego populacja skoncentrowana jest na północnych i wschodnich terenach oraz wzdłuż rzeki Fox, która przebiega przez północno-zachodnią część hrabstwa. Południowa część Kendall jest obszarem rolniczym. Na terenie hrabstwa znajdują się dwa wzniesienia utworzone w czasie ostatniego zlodowacenia przez morenę czołową lodowca. Morena przebiega w zachodniej i północno-środkowej części Kendall, a jej wysokość sięga do ok. 240 metrów a w części południowej do 150 m. Minooka, inny główny grzbiet moreny znajdujący się na krańcach hrabstwa Kendall, biegać wzdłuż całej wschodniej granica z hrabstwem Will. Dwie moreny przecinające okręg Oswego, tworzą granice parku stanowego Silver Springs State Park.

### Sąsiednie hrabstwa

Stan Illinois na mapie USA

- Hrabstwo Kane – północ
- Hrabstwo DuPage – północny wschód
- Hrabstwo Will – wschód
- Hrabstwo Grundy – południe
- Hrabstwo LaSalle – zachód
- Hrabstwo DeKalb – północny zachód

## Historia
Hrabstwo Kendall zostało utworzone w 1841 roku z terenów hrabstwa LaSalle i hrabstwa Kane. Swoją nazwę obrało na cześć Amosa Kendalla, redaktora gazety wydawanej w mieście Frankfort w Kentucky i późniejszego doradcy prezydenta Stanów Zjednoczonych Andrew Jacksona. W 1835 został Ministrem Łączności.

## Demografia
Według spisu z 2000 roku hrabstwo zamieszkuje 54 544 osób, które tworzą 18 798 gospodarstw domowych oraz 14 963 rodzin. Gęstość zaludnienia wynosi 66 osób/km². Na terenie hrabstwa jest 19 519 budynków mieszkalnych o częstości występowania wynoszącej 24 budynków/km². Hrabstwo zamieszkuje 92,88% ludności białej, 1,32% ludności czarnej, 0,19% rdzennych mieszkańców Ameryki, 0,88% Azjatów, 0,02% mieszkańców Pacyfiku, 3,38% ludności innej rasy oraz 1,34% ludności wywodzącej się z dwóch lub więcej ras, 7,49% ludności to Hiszpanie, Latynosi lub inni.
W hrabstwie znajduje się 18 798 gospodarstw domowych, w których 41,70% stanowią dzieci poniżej 18 roku życia mieszkający z rodzicami, 68,80% małżeństwa mieszkające wspólnie, 7,50% stanowią samotne matki oraz 20,40% to osoby nie posiadające rodziny. 16,40% wszystkich gospodarstw domowych składa się z jednej osoby oraz 6,10% żyje samotnie i ma powyżej 65 roku życia. Średnia wielkość gospodarstwa domowego wynosi 2,89 osoby, a rodziny wynosi 3,27 osoby.
Przedział wiekowy populacji hrabstwa kształtuje się następująco: 29,50% osób poniżej 18 roku życia, 7,50% pomiędzy 18 a 24 rokiem życia, 32,40% pomiędzy 25 a 44 rokiem życia, 22,10% pomiędzy 45 a 64 rokiem życia oraz 8,50% osób powyżej 65 roku życia. Średni wiek populacji wynosi 34 lat. Na każde 100 kobiet przypada 98,70 mężczyzn. Na każde 100 kobiet powyżej 18 roku życia przypada 95,90 mężczyzn.
Średni dochód dla gospodarstwa domowego wynosi 64 625 USD, a średni dochód dla rodziny wynosi 69 383 dolarów. Mężczyźni osiągają średni dochód w wysokości 50 268 dolarów, a kobiety 30 415 dolarów. Średni dochód na osobę w hrabstwie wynosi 25 188 dolarów. Około 2,00% rodzin oraz 3,00% ludności żyje poniżej minimum socjalnego, z tego 3,50% poniżej 18 roku życia oraz 4,50% powyżej 65 roku życia.

## Okręgi
Hrabstwo w linii prostej ciągnie się 18 milą, i jest podzielone na 9 okręgów. Każdy okręg jest podzielony na 36 jednomilowych sekcji, chyba że rzeka Fox stanowi granicę okręgu co w rezultacie powoduje iż Bristol jest najmniejszym okręgiem. W hrabstwie znajdują się dwa obszary odbiegające od podziału, które na mocy traktatu Treaty of Prairie Du Chein z 1829 roku były przeznaczona pod rezerwat Indian, czyli Mo-Ah-Way Reservation okręgu Oswego i Waish-Kee-shaw Reservation w okręgu Na-Au-Say. Ostatecznie i te tereny zostały sprzedane pomiędzy Europejskich osadników.
- Big Grove
- Bristol
- Fox
- Kendall
- Lisbon
- Little Rock
- Na-Au-Say
- Oswego
- Seward

## Miasta
- Boulder Hill (CDP)
- Joliet
- Plano
- Yorkville

## Wioski
- Lisbon
- Millbrook
- Millington
- Minooka
- Newark
- Oswego
- Plattville